# Biserica de lemn din Gârbovățu de Sus

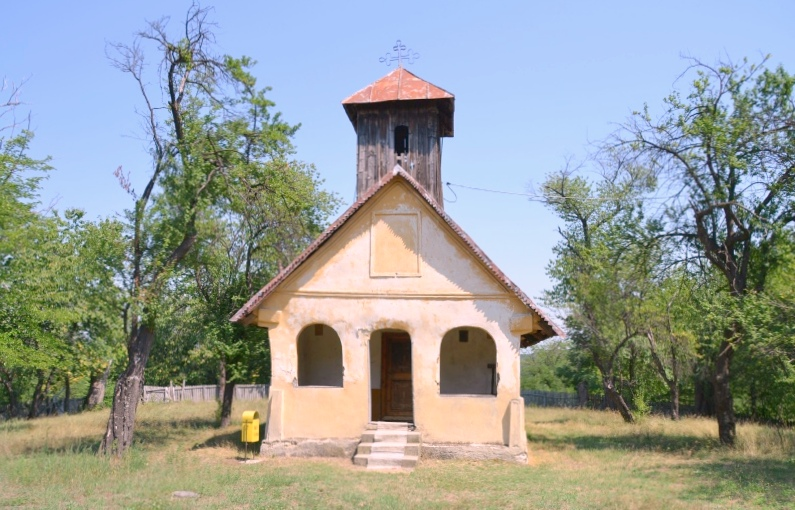
Biserica de lemn „Sfântul Apostol Toma” din Gârbovățu de Sus, comuna Căzănești, județul Mehedinți.

Biserica de lemn din Gârbovățu de Sus, comuna Căzănești, județul Mehedinți, a fost construită în jur de 1740 . Are hramul „Sfântul Apostol Toma”. Biserica se află pe lista monumentelor istorice sub codul LMI:  MH-II-m-B-10330.